# Mehdi Boudjemaa
Mehdi Boudjemaa, né le 7 avril 1998 à Pontoise (Val-d'Oise), est un footballeur franco-algérien. Il joue au poste de milieu relayeur à la JS Kabylie.

## Biographie

### Carrière en club
Mehdi Boudjemaa naît à Pontoise en région parisienne, de parents algériens originaires de Tizi Ouzou en Kabylie.
Passé par l'AS Beauvais Oise et l'Olympique Saint-Quentin, il termine sa formation à l'En avant Guingamp.
En février 2019, il signe son premier contrat professionnel, d'une durée de deux ans et demi. Devenu un élément majeur de l'équipe réserve dont il est le capitaine, il remporte en 2019 le titre de champion du groupe Bretagne de National 3, et est élu dans l'équipe type de la saison.
Après quelques apparitions en Ligue 2, il est prêté pour six mois à l'US Quevilly Rouen en National, mais voit sa saison tronquée par la pandémie de Covid-19.
En juin 2020, il prolonge son contrat d'un an et est prêté pour une saison au Stade lavallois, de nouveau en National. Il réalise une saison pleine et les entraîneurs de National le plébiscitent à sept reprises comme meilleur joueur de son équipe. Au printemps 2021, il attise les convoitises de clubs de Ligue 1 et Ligue 2.
Le 8 juillet 2021, il s'engage au Hatayspor, club de D1 turque. À la suite du séisme de février 2023 en Turquie, son club se retire de toute compétition. Mehdi Boudjemaa est alors prêté au Ferencváros en Hongrie pour six mois, avec une option d'achat.
Le 19 juillet 2024, il signe avec Çorum FK, club de D2 turque.
Le 17 janvier 2025, il s'engage, avec la JS Kabylie, jusqu'à la fin de la saison 2026-2027.

### Parcours international
Binational, Boudjemaa manifeste dès 2017 son intention de représenter la sélection algérienne. Il est présélectionné en équipe d'Algérie par Djamel Belmadi en mai 2022.
En avril 2025, il est appelé par Madjid Bougherra pour disputer une double confrontation décisive contre la Gambie, avec l'équipe nationale d'Algérie A', dans le cadre du deuxième tour des éliminatoires, pour le CHAN 2024.
En juillet 2025, il est sélectionné par Madjid Bougherra pour disputer le CHAN 2024, avec l'équipe nationale d'Algérie A'.

## Palmarès

### En club
- Champion de Hongrie 2022-2023 avec le Ferencváros TC.